# Вооружённые силы Того
Вооружённые силы Того (фр. Forces armées togolaises) — государственная военная организация Того. Включает в себя сухопутные войска, военно-морские силы, авиацию и Национальную жандармерию. По состоянию на 2016 год военные расходы составляли 1,86% ВВП. Военные базы расположены в городах Ломе, Темеджа, Кара, Ниамтугу и Дапаон.

## Сухопутные войска

### Вооружение и техника
На вооружении сухопутных войск Того состоит следующая техника:
- 4 основных боевых танка Т-55[4]
- 8 разведывательных лёгких танков FV101 Scorpion[4]
- 20 боевых машин БМП-2[4]
- 3 командно-штабных машины М-20[4]
- 10 бронеавтомобилей Panhard AML (7 AML-90 и 3 AML-60)[4]
- 36 разведывательных машин Engesa EE-9 Cascavel[4]
- 11 бронемашин VBL[4]
- 6 бронеавтомобилей М8 Grеyhound[4]
- 30 бронетранспортёров UR-416[4]
- 6 самоходных 122-мм гаубиц 2С1 «Гвоздика»[4]
- 4 105-мм гаубицы М101 А2[4]

## Военно-морские силы
Военно-морские силы Того (фр. Marine Togolaise) созданы 1 мая 1976 года для охраны береговой линии и порта Ломе. С 1976 года на вооружении состоят два патрульных катера с деревянными корпусами Kara (P761) и Mono (P762). 7 июля 2014 года флот Того получил на вооружение патрульный катер типа RPB 33 Agou (P763).

## Военно-воздушные силы

Эмблема ВВС Того

Военно-воздушные силы Того (фр. Armée de l'Air Togolaise) созданы в 1964 году, нынешнее название носят с 1997 года.
Первым самолётом на вооружении ВВС Того стал Douglas C-47 Skytrain. В 1976 году С-47 был заменён на два DHC-5 Buffalo с укороченным взлётом и посадкой. В том же году у Германии приобрели пять учебно-боевых самолётов Fouga СМ.170 Magister, а в Бразилии — семь EMB.326GBs.
В 1981 году на вооружение поступило пять лёгких штурмовиков Alpha Jet. В 1986 году приобретено три поршневых учебных самолёта TB-30.
В настоящее время на вооружение состоят:
- 2 транспортных самолёта Super King Air[8]
- 4 учебно-боевых самолёта Alpha Jet[8]
- 4 учебно-боевых самолёта EMB.326GBs[8]
- 3 учебных самолёта TB-30[8]

Транспортные самолёты дислоцированы в Ломе на базе аэропорта Ломе—Токоин. Боевые самолёты размещены в Ниамтугу на базе местного аэропорта.